# توپچانوو یکم
توپچانوو یکم (انگلیسی: 1st Tupchanovo) یک شهرک در شهرستان کوگارچینسکی جمهوری باشقیرستان در کشور روسیه است.